# MOIK Baku
El Mərkəzi Ordu İdman Klubu Baku (en español: Club de Entrenamiento del Ejército Mərkəzi de Bakú), es un equipo de fútbol de Azerbaiyán que juega en la Primera División de Azerbaiyán, la segunda categoría de fútbol en el país.

## Historia
Fue fundado en el año 1961 en la capital Bakú con el nombre OIK Baku (en azerí: Ordu İdman Klubu Baku) y es el equipo representante del ejército de Azerbaiyán, el cual se inspiró en equipos militares soviéticos como el PFC CSKA Moscú y el PFC CSKA Sofia.
Durante el periodo soviético el club fue campeón de liga en cuatro ocasiones y fue campeón de copa ocho veces, participando en la Copa de la Unión Soviética una vez, donde fue eliminado en la ronda preliminar.
Tras la disolución de la Unión Soviética y la independencia de Azerbaiyán participa por primera vez en la Primera División de Azerbaiyán en 1993, logrando dos años después el ascenso a la Liga Premier de Azerbaiyán por primera vez.
En el año 2003 cambia su nombre por el que tiene actualmente y en la temporada 2018/19 regresa a la primera división. Aunque fue campeón de la segunda división en la temporada 2018/19, finalmente no pudo ascender a la primera categoría tras no poder obtener la licencia requerida.

## Palmarés

### Era Soviética
- Azerbaijan USSR League (5): 1960, 1962, 1968, 1970, 1979
- Azerbaijan USSR Cup (8): 1962, 1963, 1969, 1970, 1973, 1974, 1976, 1978

### Era Independiente
- Azerbaijan First Division (2): 2000/01, 2018/19